# Бурабайський район
Бураба́йський район (каз. Бурабай ауданы, рос. Бурабайский район) — адміністративна одиниця у складі Акмолинської області Казахстану. Адміністративний центр — місто Щучинськ.

## Населення
Населення — 70834 особи (2021; 73169 у 2009, 81739 у 1999, 100006 у 1989).
Національний склад (станом на 2016 рік):
- росіяни — 34212 осіб (45,51 %)
- казахи — 31686 осіб (42,15 %)
- німці — 2403 особи
- українці — 2051 особа
- білоруси — 843 особи
- татари — 833 особи
- поляки — 738 осіб
- інгуші — 564 особи
- корейці — 320 осіб
- азербайджанці — 149 осіб
- чеченці — 140 осіб
- марійці — 80 осіб
- вірмени — 74 особи
- молдовани — 71 особа
- башкири — 56 осіб
- мордва — 46 осіб
- удмурти — 33 особи
- інші — 876 осіб

## Історія
Щучинський район був утворений 17 січня 1928 року у складі Кзил-Джарського (пізніше Петропавловського) округу з центром у селі Щучинське. 17 грудня 1930 року до складу району передано частини Кокчетавського та Енбекшильдерського районів, а частина Щучинського району передана до складу Енбекшильдерського району. Район перейшов у пряме підпорядкування республіці.
10 березня 1932 року район увійшов до складу новоствореної Карагандинської області, 29 липня 1936 року район з центром у селі Щуче до складу новоствореної Північноказахстанської області.
14 жовтня 1939 року район увійшов до складу новоствореної Акмолинської області.
15 березня 1944 року район увійшов до складу новоствореної Кокчетавської області.
3 травня 1997 року місто обласного підпорядкування Щучинськ отримав статус міста районного підпорядкування, район передано до складу Північноказахстанської області. 8 квітня 1999 року район передано до складу Акмолинської області.
З 3 вересня 2009 року має сучасну назву.

## Склад
До складу району входять міська та селищна адміністрації, а також 9 сільських округів:
| Поселення                        | Площа, км² | Населення, осіб (1989) | Населення, осіб (1999) | Населення, осіб (2009) | Населення, осіб (2021) | Центр         | Населені пункти |
| -------------------------------- | ---------- | ---------------------- | ---------------------- | ---------------------- | ---------------------- | ------------- | --------------- |
| Щучинська міська адміністрація   | -          | 55539                  | 45254                  | 44106                  | 46744                  | Щучинськ      | 1               |
| Боровська селищна адміністрація  | -          | 8356                   | 6284                   | 4977                   | 4295                   | Бурабай       | 3               |
| Абилайхановський сільський округ | -          | 3453                   | 3022                   | 2590                   | 1886                   | Кизилагаш     | 4               |
| Атамекенський сільський округ    | -          | 2594                   | 2324                   | 2167                   | 1757                   | Атамекен      | 6               |
| Веденовський сільський округ     | -          | 2127                   | 1785                   | 1360                   | 1059                   | Веденовка     | 4               |
| Зеленоборський сільський округ   | -          | 7184                   | 6578                   | 4733                   | 4438                   | Зелений Бор   | 6               |
| Златопольський сільський округ   | -          | 4628                   | 3754                   | 2913                   | 2054                   | Златопольє    | 7               |
| Катаркольський сільський округ   | -          | 4530                   | 3380                   | 3156                   | 2689                   | Катарколь     | 4               |
| Кенесаринський сільський округ   | -          | 3951                   | 3047                   | 2383                   | 2018                   | Кенесари      | 3               |
| Урумкайський сільський округ     | -          | 4234                   | 3796                   | 2930                   | 2538                   | Урумкай       | 8               |
| Успеноюр'євський сільський округ | -          | 3410                   | 2515                   | 1854                   | 1356                   | Успеноюр'євка | 6               |

## Найбільші населені пункти
Населені пункти з чисельністю населення понад 1000 осіб:
| № | Населений пункт | Населення, осіб (1989) | Населення, осіб (1999) | Населення, осіб (2009) | Населення, осіб (2021) |
| - | --------------- | ---------------------- | ---------------------- | ---------------------- | ---------------------- |
| 1 | Щучинськ        | 55 539                 | 45 254                 | 44 106                 | 46 744                 |
| 2 | Бурабай         | 7 285                  | 5 523                  | 4 225                  | 3 503                  |
| 3 | Катарколь       | 3 995                  | 2 891                  | 2 854                  | 2 377                  |
| 4 | Зелений Бор     | 3 350                  | 3 528                  | 2 670                  | 2 790                  |
| 5 | Кенесари        | 2 592                  | 1 829                  | 1 598                  | 1 459                  |
| 6 | Златопольє      | 1 892                  | 1 413                  | 1 316                  | 1 097                  |